# المدراف
المدراف (به آلمانی: Almdorf) یک شهر در آلمان است که در شلسویگ-هولشتاین واقع شده‌است.

## خصوصیات
المدراف ۵٫۷ کیلومترمربع مساحت دارد ۳ متر بالاتر از سطح دریا واقع شده‌است.